# Agarista daemonis
Agarista daemonis är en fjärilsart som beskrevs av Butler 1876. Agarista daemonis ingår i släktet Agarista och familjen nattflyn. Inga underarter finns listade i Catalogue of Life.